# Dimítrios Rállis
 Dimítrios Rállis (en grec moderne :  Δημήτριος Ράλλης) est un homme politique grec né à Athènes en 1844 et issu d'une grande lignée d'hommes politiques grecs. Avant l'indépendance de la Grèce, son grand-père, Alexandre Rallis fut un important phanariote. Son père, George Rallis fut ministre du gouvernement d'Andreas Miaoulis.
Dimitrios Rallis est élu au parlement hellénique en 1872 avant de devenir ministre, puis Premier ministre de Grèce à cinq reprises.
Il meurt le 5 août 1921 d'un cancer. Son fils, Ioánnis Rállis devient lui-même premier ministre pendant la seconde guerre mondiale, tout comme son petit-fils, Geórgios Rállis, dans les années 1980.